# Live at Fat Tuesday’s February 10, 1980
Live at Fat Tuesday’s February 10, 1980 ist ein Musikalbum der Cecil Taylor Unit. Die am 10. Februar 1980 im Fat Tuesday’s in New York City entstandenen Aufnahmen erschienen am 31. Oktober 2024 auf ezz-thetics.

## Hintergrund
Dies ist die dritte Veröffentlichung aus der Reihe bemerkenswerter Auftritte von Cecil Taylors Unit, die vom 8. bis 10. Februar 1980 im Jazzclub Fat Tuesday’s in New York aufgenommen wurden; die beiden vorherigen sind It Is in the Brewing Luminous (HatHut, 1981) und Live at Fat Tuesday’s, 9. Februar 1980 (ezz-thetics, 2024). „Sie beleuchtet erneut die transformative Prämisse, die Taylors Musik konzipierte und katalysierte – vom kreativen Impuls bis zur spirituellen und selbstbestimmenden Erfüllung“, schrieb Art Lange in den Liner Notes.
Wie bei den vorangegangenen Alben besteht die Cecil Taylor Unit aus Jimmy Lyons (Altsaxophon), Ramsey Ameen (Geige), Alan Silva (Bass, Cello) und den beiden Schlagzeugern Sunny Murray und Jerome Cooper, letzterer auch am Balaphon. Tonrestaurierung und Mastering stammt von Michael Brändli (Hardstudios AG).

## Titelliste
- Cecil Taylor Unit: Live at Fat Tuesday’s February 10, 1980 (ezz-thetics 111)[1]

1. February 10, 1980 I 11:44
2. February 10, 1980 II 15:40
3. February 10, 1980 III 14:17
4. February 10, 1980 IV 11:03
5. February 10, 1980 V 18:07

## Rezeption

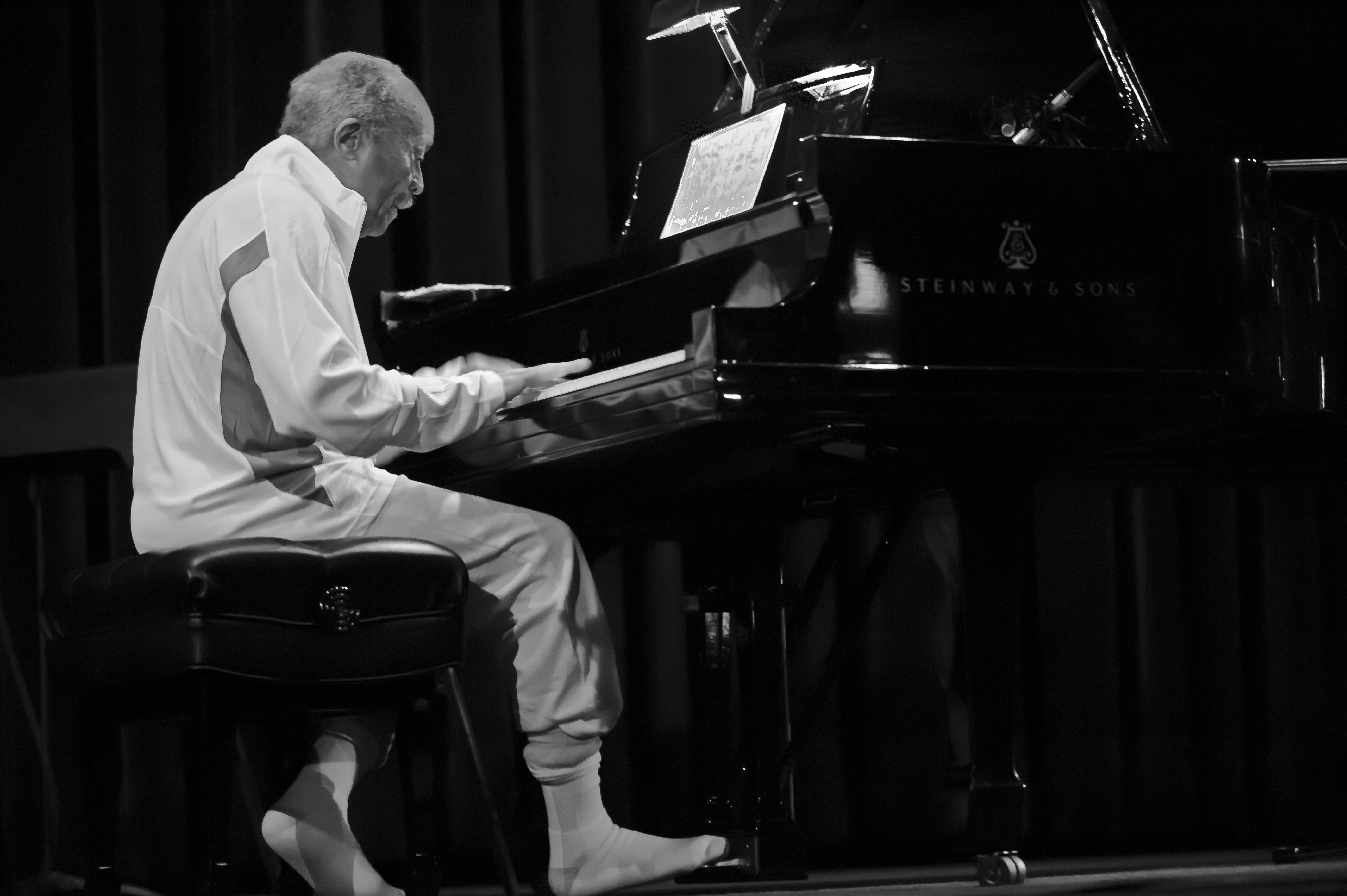
Cecil Taylor bei einem Auftritt im Hallwalls Contemporary Arts Center, Buffalo, 2009

Wie schon bei den vorherigen Veröffentlichungen ist auch hier die Musik, die beim Auftritt vom 10. Februar ohne Unterbrechung entstand, in Stücke unterteilt, und so lasse sich ein authentischer, über 70 Minuten dauernder, magmatischer Fluss schrittweise anhören, schrieb Giuseppe Segala in All About Jazz. Die Knotenpunkte, von denen die Zäsuren ausgehen, die den musikalischen Fluss auch auf der CD nicht unterbrechen, stünden stets im Einklang mit einer vom Klavier geführten Episode, die die Stimmung für eine neue Entwicklung ankündigt. Der Mitschnitt sei am dritten und letzten Abend eines Zyklus entstanden, der zweifellos einen Höhepunkt in der Musik einer Gruppe in herrlicher Harmonie darstelle. Die lebendige Verbindung der beiden Schlagzeuger werde hier hervorgehoben: ein präziser, akribischer und geometrisch [anmutender] Beitrag von Jerome Cooper (auf dem linken Kanal), der sein Schlagzeug mit afrikanischen und karibischen Nuancen färbe. Der Stil Sunny Murrays wiederum klinge extrovertiert, schlaksig und schwebend, er würde ständig die Freiheit aus dem rhythmischen Käfig suchen.
Dieser fruchtbare Kontrast sei besonders zu Beginn des zweiten Stücks spürbar, in einem konvulsiven Moment, der vom Piano als drittem Rhythmusinstrument, Taylors Tastatur als Schlagzeug, gesteuert werde und raue Klangklumpen, unerwartete Akzente und ruckartige dynamische Figuren hervorbringe, so Segala weiter. Eine sich ständig weiterentwickelnde polyrhythmische Konstellation, ergänzt durch das Spiel von Ramsey Ameen an der Geige und Alan Silva am Kontrabass, oft mit dem Bogen gespielt, in einer ebenso wirkungsvollen Dialektik von Temperament und dynamischen Kontrasten. Altsaxophonist Jimmy Lyons seinerseits sei wie immer eng mit Taylors Musik verbunden. Es ist kein Geheimnis, dass seine Partnerschaft mit dem Pianisten, die zum Zeitpunkt dieses Konzerts fast zwanzig Jahre bestand, zu den hartnäckigsten und fruchtbarsten in der Geschichte des Jazz gehörte. Seine raue Lyrik, die sorgfältige Klanggestaltung und die Charlie Parkersche Herkunft in der Vorliebe für Fragmentierung würden ihn zu einem der leider vergessenen Großen der afroamerikanischen Musikgeschichte machen.
Von all den interessanten Bands Cecil Taylors würde diese Aufnahme besonders durch die Momente mit gepaarten Streichern und die Momente hervorstechen, in denen die Schlagzeuger ihre Kräfte verdoppeln und unter seinen dichten Attacken ungewöhnliche Texturen erzeugen, schrieb Andrey Henkin (Squid's Ear). Die Performance sei „nur der Einfachheit halber“ in fünf Tracks aufgeteilt, doch jedes könnte nach dem jeweiligen Musiker untertitelt werden: I: Lyons; II: Ameen; III: Silva (am Cello); IV: Taylor selbst; und V: Murray. Aber es sei immer Cecil Taylors Welt gewesen, „und wir lebten einfach darin, daher ist er stets eine monolithische Präsenz.“ Abschnitt V enthalte eine einzigartige Trio-Magie und dies entstehe aus einem Duett mit Taylor und Murray, bei dem Taylor seine Klaviersaiten so dämpft, dass sie wie ein Balaphon klingen – genau hier setze Cooper an. Dieser Abschnitt sei zugleich der leiseste, sodass jeder Spieler umfassend wahrgenommen werden kann. Er sei von einer schönen Melodie durchzogen, die mit einer äußerst sanften Klaviergeste ende.